# Kentucky and Virginia Resolutions

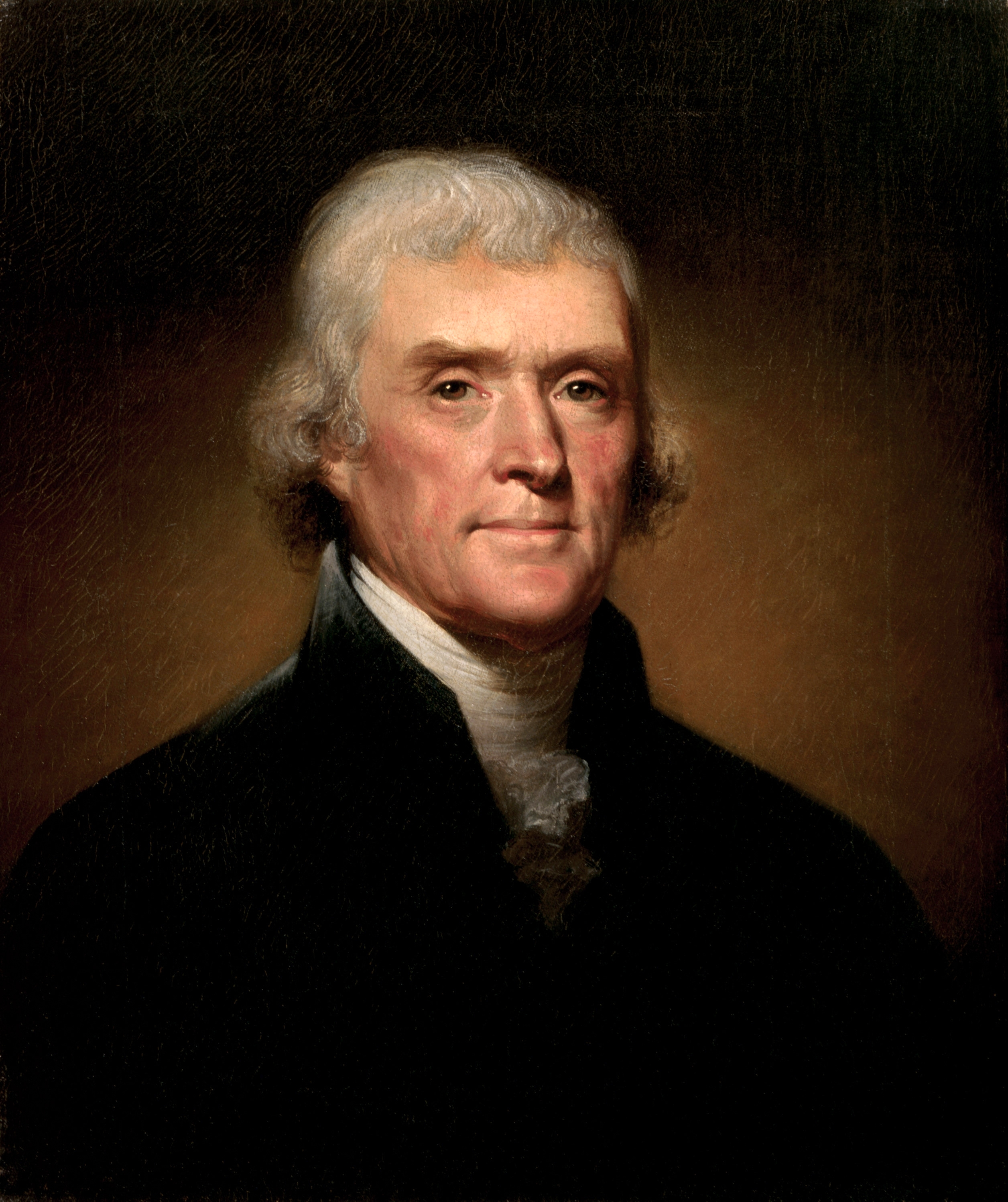
Thomas Jefferson (Rembrandt Peale, 1800)

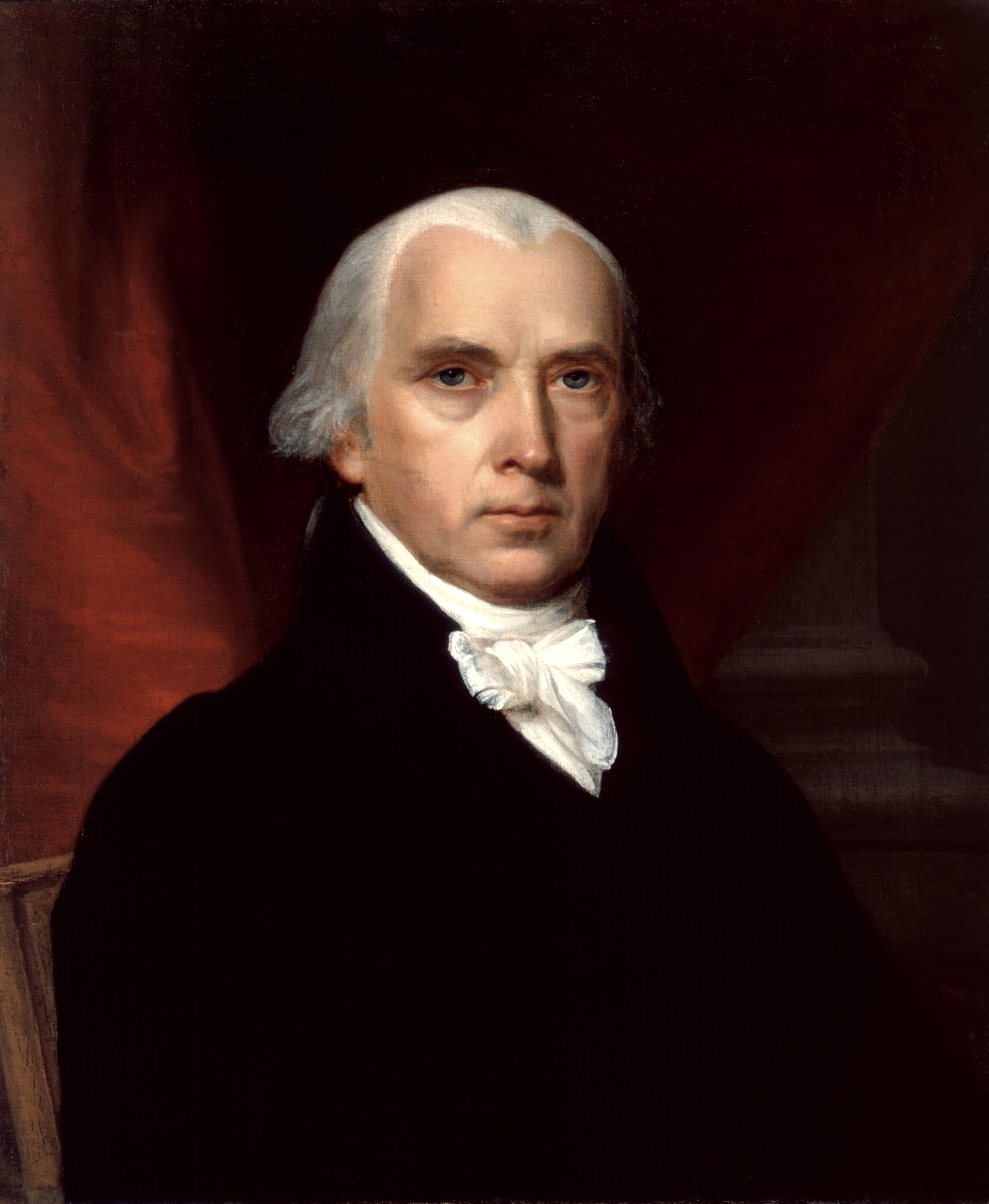
James Madison (John Vanderlyn, 1816)

Die Kentucky and Virginia Resolutions (auch Resolves of 1798 und Virginia and Kentucky Resolutions genannt) sind eine Reihe von  Beschlüssen, die Ende 1798 von der Virginia General Assembly und der Kentucky General Assembly gefasst wurden. Die beiden mehrheitlich republikanisch gesinnten Staatsparlamente reagierten damit auf die Alien and Sedition Acts, ein Gesetzespaket des von Föderalisten dominierten US-Kongresses, in dem sie einen schwerwiegenden Eingriff in die Rechte von Einwanderern und in die Meinungsfreiheit sahen. 
In ihren Resolutionen warfen beide Parlamente der Bundesregierung vor, mit den Alien and Sedition Acts einen verfassungswidrig gehandelt zu haben. Zugleich skizzierten sie darin die „compact theory“, eine neue Auslegung der Verfassung der Vereinigten Staaten: Diese sei ein Vertrag zwischen den einzelnen Bundesstaaten beziehungsweise zwischen deren, in ihnen organisierten Bürgern. Demnach hätten die Bundesstaaten das Recht, Handlungen der Bundesregierung für verfassungswidrig und damit nichtig zu erklären. Die anonymen Autoren waren die späteren Präsidenten Thomas Jefferson im Falle der Kentucky und James Madison im Falle der Virginia Resolutions.
Die Föderalisten waren dagegen der Ansicht, die in den beiden Resolutionen vertretenen Prinzipien widersprächen klar denen der US-Verfassung. In der Präsidentschaftswahl 1800 siegte jedoch der Republikaner Jefferson. Zuvor hatte Madison mit dem Report of 1800 eine Rechtfertigung der beiden Resolutionen verfasst, die von der Virginia General Assembly verabschiedet wurde. Einige Jahre vor seinem Tod, während der Nullifikationskrise, distanzierte sich Madison aber von der Vorstellung, ein einzelner Bundesstaat könne gegen die Mehrheit des Landes ein Gesetz beibehalten oder für verfassungswidrig erklären.
In den folgenden Jahrzehnten, insbesondere vor und nach dem Sezessionskrieg, beriefen sich Befürworter der States’ Rights-Lehre immer wieder auf die Kentucky and Virginia Resolutions, auf den „Geist von ’98“ (Spirit of ’98) oder die „Prinzipien von ’98“ (Principles of ’98). Mit den Resolutionen wurden mehrfach rassistische Institutionen wie die Sklaverei und die Jim-Crow-Rassentrennung gerechtfertigt. Obwohl eine Mehrheit des Landes solche Rassengesetze nicht mehr duldete, beharrten einzelne Bundesstaaten, speziell im Süden, darauf, diese innerhalb ihrer Grenzen beizubehalten. 

## Hintergrund

### Die Verfassung
Die erste Verfassung der Vereinigten Staaten, die ihre Unabhängigkeit 1783 im Frieden von Paris vom Königreich Großbritannien erhalten hatten, waren die Konföderationsartikel. Die Bundesregierung in Form des Konföderationskongresses war besonders schwach; die meiste Macht wurde den einzelnen Bundesstaaten überlassen. Dieses Ungleichgewicht führte schon bald zu Problemen, weshalb 1787 auf Initiative der Föderalisten ein Verfassungskonvent einberufen wurde. Die aus ihr hervorgegangene Verfassung stärkte die Bundesregierung entscheidend. Mit dieser Regierungsreform wollten die Föderalisten einen Staat etablieren, der Probleme wie die hohe Staatsverschuldung effektiv lösen könnte und nicht auf regionale Interessengruppen oder die „middling sorts“, also die aufstrebende Mittelschicht, achten müsste. Als Zugeständnis an die Anti-Föderalisten, also die Gegner der neuen Verfassung, wurden unter Anleitung des führenden Föderalisten James Madison zehn Zusatzartikel verabschiedet, die Bill of Rights. Der Zweck dieser „papierenen Barriere“ war es, die Grundrechte zu schützen. Zu ihnen zählt der Erste Zusatzartikel, der die Meinungs-, Religions-, Presse- und Versammlungsfreiheit unter Schutz stellt. Die Anti-Föderalisten fürchteten nämlich, dass eine starke Zentralregierung wie einst die britische Krone ihre „Rechte als Engländer“ (rights of Englishmen) verletzen könnte. Sie werden in der Forschung daher oft als „Männer ohne Vertrauen“ (men of little faith) bezeichnet; der Begriff geht auf eine einflussreiche Studie der Politikwissenschaftlerin Cecelia M. Kenyon zurück.
Bereits während der Debatte um die neue Verfassung entstanden erste Vorläufer zu der 1798 von Madison und Thomas Jefferson entwickelten Verfassungsinterpretation der Kentucky and Virginia Resolutions. Im Federalist-Artikel Nr. 39 (Teil der von Madison, Alexander Hamilton und John Jay geschriebenen Federalist Papers, dem bekanntesten Verfassungskommentar aus der Zeit der Gründerväter) erläutert Madison, dass alle Bundesstaaten souverän und freiwillig an die Verfassung gebunden seien. Auch im Ratifikationskonvent von Virginia verglichen einige Föderalisten die Verfassung mit einem Vertrag. So sollte den Anti-Föderalisten die Angst vor der neuen Bundesregierung genommen werden. Schon 1790 machte die General Assembly von Virginia von der interposition Gebrauch. In einem Parlamentsbeschluss protestierte sie gegen die Handlungen der Bundesregierung. Eine extremere Form der interposition ist die Nichtigkeitserklärung (Nullifikation), bei der ein Einzelstaat ein Gesetz der Bundesregierung außer Kraft setzt.

### Parteienbildung und Alien and Sedition Acts

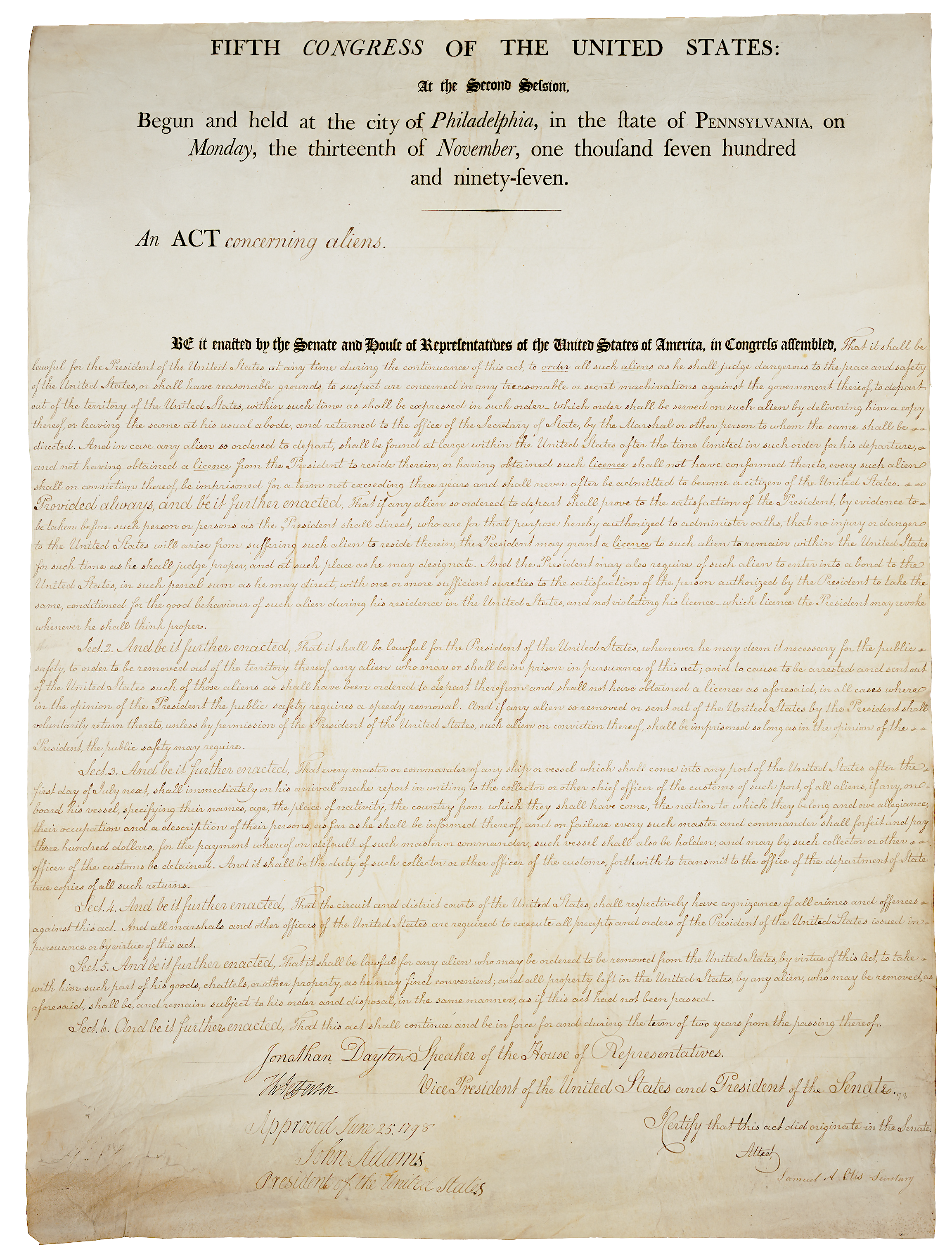
Die Alien and Sedition Acts von 1798

In den 1790ern führte der neue Finanzminister Hamilton eine Reihe an weitgehenden Finanzreformen aus, die eine eher laxe Auslegung der Verfassung voraussetzten. Mit seinen Reformen gewann er die Gunst der wohlhabenden Kaufleute der Atlantikküste, vor allem in Neuengland. Diese soziale Schicht bildete die Basis für die eher kaufmännisch-industriell orientierte Föderalistische Partei. Gegen Hamilton positionierten sich Außenminister Jefferson und dessen Freund und Helfer Madison, die für eine striktere Auslegung der Verfassung eintraten. Für sie war der Zweck der Verfassung, die Macht der Bundesregierung zu begrenzen. Die Wählerschaft ihrer Republikanischen Partei (Die Republikanische Partei Jeffersons ist eine andere Partei als die heutige Republikanische Partei, die erst Mitte des 19. Jahrhunderts entstand.) gründete auf der reichen Plantagenelite der Südstaaten und den Siedlern in der Frontier. Sowohl ehemalige Anti-Föderalisten als auch ehemalige Föderalisten unterstützten aus Unzufriedenheit mit Hamiltons Regierungspolitik die Republikaner. Zwischen diesen beiden Lagern fand eine politische Polarisierung statt.
Neben den hamiltonischen Finanzreformen diskutierten Republikaner und Föderalisten vor allem die Französische Revolution und ihre außenpolitischen Konsequenzen. Die Republikaner hielten Frankreich auf Grund ihrer geteilten demokratischen Ideale für einen natürlichen Alliierten der Vereinigten Staaten. Hingegen schockierten die Hinrichtung Ludwig XVI. und die Schreckensherrschaft die Föderalisten, die eine Annäherung an das Königreich Großbritannien befürworteten. Auch nach der Amerikanischen Revolution stand das frühere Mutterland in einem regen wirtschaftlichen und kulturellen Austausch mit den Vereinigten Staaten. In die Koalitionskriege zwischen Frankreich und dem Rest Europas wollten sich weder Republikaner noch Föderalisten verwickeln. Dennoch kam es zu Überfällen beider Kriegsparteien auf amerikanische Handelsschiffe. Verhandlungen darüber mit dem französischen Außenminister Charles-Maurice de Talleyrand-Périgord führten 1798 zur XYZ-Affäre und zur Eskalation der Konflikte mit Frankreich im unerklärten Quasi-Krieg. Die föderalistische Regierung unter Präsident John Adams reagierte im Sommer 1798 mit den Alien and Sedition Acts. Neben einer Reihe fremdenfeindlicher Maßnahmen beinhaltete das Gesetzespaket auch den Sedition Act, ein Verbot jeglicher „falscher, skandalträchtiger oder boshafter Schriften“ gegen den Staat oder seine Amtsträger. In Folge dieses Gesetzes wurden mehrere republikanisch gesinnte Verleger wie Benjamin Franklin Bache sowie der Politiker Matthew Lyon verfolgt und verhaftet.

### Reaktion der Republikaner

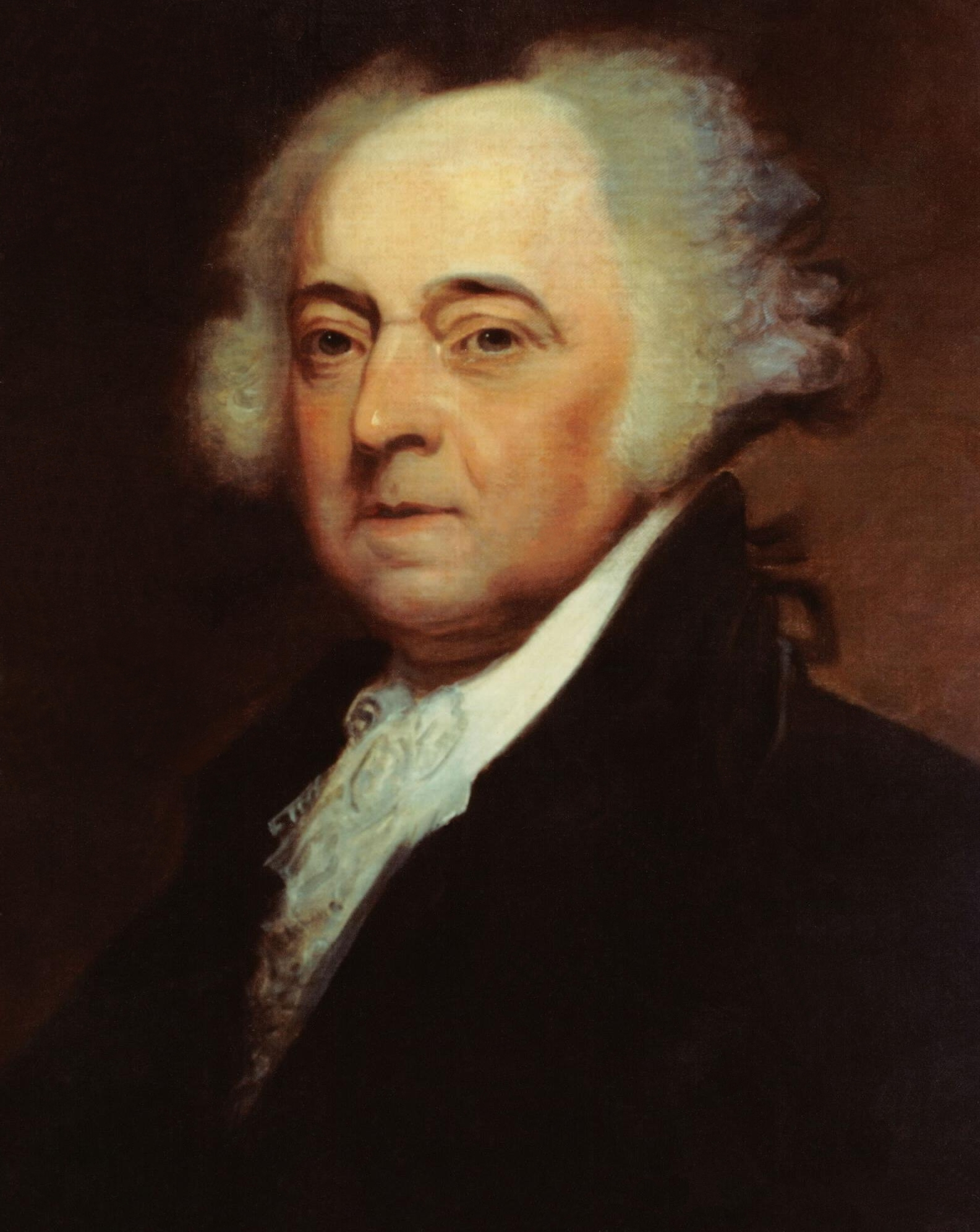
John Adams (Asher Brown Durand)

Die republikanische Opposition zeigte sich über das Gesetzespaket schockiert. Viele fürchteten, dass die republikanische Presse nun mundtot gemacht würde und sie ausspioniert werden könnten; selbst Vizepräsident Jefferson warnte Madison, dass Agenten ihren Briefwechsel kontrollieren könnten. Besonders fremdstämmige Politiker wie der Schweizamerikaner Albert Gallatin fühlten sich bedroht. Die Republikaner hielten solch eine eklatante Einschränkung der Meinungsfreiheit für einen klaren Verstoß gegen den 1. Zusatzartikel der Verfassung, ebenso die Änderungen des Einwanderungsrechts – gemäß dem 9. Abschnitt des 1. Artikels der Verfassung durfte vor 1808 die Einwanderung oder der Import von Personen vom Kongress nicht unterbunden werden. Viele Republikaner wie John Page werteten die neuesten politischen Entwicklungen als einen Kampf zwischen den guten, tugendhaften Patrioten – ihnen – und den selbstsüchtigen Parteisoldaten – den Föderalisten. In ihren Augen hatten die Föderalisten sich gegen die Bürger der Vereinigten Staaten und deren Freiheit verschworen. Die Republikaner warfen den Föderalisten sogar vor, insgeheim die Rückkehr der Britischen Monarchie zu wünschen. Es kam daher schon vor der Verabschiedung der Alien and Sedition Acts zu Protesten und Petitionen, die teils zum zivilen Ungehorsam aufriefen. 4000 Personen nahmen an einer Massenkundgebung in Lexington in Kentucky teil – für die damalige Frontier eine immens hohe Zahl – und beschlossen, sich notfalls mit Waffengewalt zu wehren. Angesichts des herrschenden Kriegsfiebers fiel es den Republikanern jedoch schwer, etwas gegen das Gesetz zu unternehmen. Auch der Erzföderalist Hamilton, der seit den frühen 1790ern eine Hassfigur der Republikaner war, warnte, dass die Alien and Sedition Acts zu radikal seien. Der föderalistische Kongress sah sich jedoch vom Quasi-Krieg mit Frankreich zu radikalen Maßnahmen berechtigt.
In seiner Korrespondenz mit Madison, Jefferson und James Monroe drückte John Taylor of Caroline, der Parteiphilosoph der Republikanischen Partei, bereits im Frühjahr 1798 seine Ängste über die Föderalisten aus. Er sah beispielsweise die Wirtschaft der Südstaaten durch zu hohe Steuern bedroht. Als Lösungsansatz schlug er vor, den Bundesstaaten die Revision von Bundesgesetzen zu ermöglichen. Damit ebnete er intellektuell den Weg für die Kentucky and Virginia Resolutions. Auch die Sezession des Südens wertete Taylor als legitimes Mittel. Er war nicht der Einzige, der ein baldiges Ende der Union oder bürgerkriegsähnliche Zustände für möglich hielt. Jefferson war zunächst der Meinung, dass die föderalistische „Hexenherrschaft“ bald ohnehin ein Ende haben und der „Naturzustand“ von einer vom Volk getragenen republikanischen Regierung wiederkehren werde. Nach einigen Jahrzehnten in der Politik schloss Jefferson, dass politische Parteien wohl in jeder freien Gesellschaft vorhanden sein müssten. Wenn man die Unabhängigkeit erkläre, weil die gegnerische Partei an der Macht sei, könne ein Bundesstaat keinen Bestand haben. Als die Alien and Sedition Acts verabschiedet wurden, sah Jefferson in ihnen allerdings den Anfang einer Konterrevolution gefährlicher Maratisten. Eine Mehrheit der Republikaner wünschte, dass die ihrer Meinung nach „wahren“ Verfassungsprinzipien eingehalten werden sollten. Der deutlich radikalere Taylor hingegen wollte das junge Verfassungssystem gänzlich reformieren.
Die Republikaner planten nun, mit Hilfe der Einzelstaaten gegen die aus ihrer Sicht tyrannische Bundesregierung vorzugehen. In von ihnen kontrollierten State Legislatures sollten Beschlüsse gegen die Alien and Sedition Acts verabschiedet werden. Diese Protestform ähnelte den Parlamentsbeschlüssen der Kolonisten während der Amerikanischen Revolution, die sich z. B. mit den Virginia Resolves gegen die Zentralverwaltung in London stellten. In Absprache miteinander schrieben Jefferson und Madison in der zweiten Jahreshälfte 1798 nacheinander jeweils die Kentucky Resolutions und die Virginia Resolutions. Da sie radikale Ideen über das amerikanische Verfassungsrecht propagierten, wahrten sie ihre Anonymität. Zudem war Jefferson als Vizepräsident eigentlich Teil von Adams’ Regierung. Ihre Autorenschaft enthüllte Taylor erst einige Jahrzehnte später.

## Die Resolutions

### Die Kentucky Resolutions

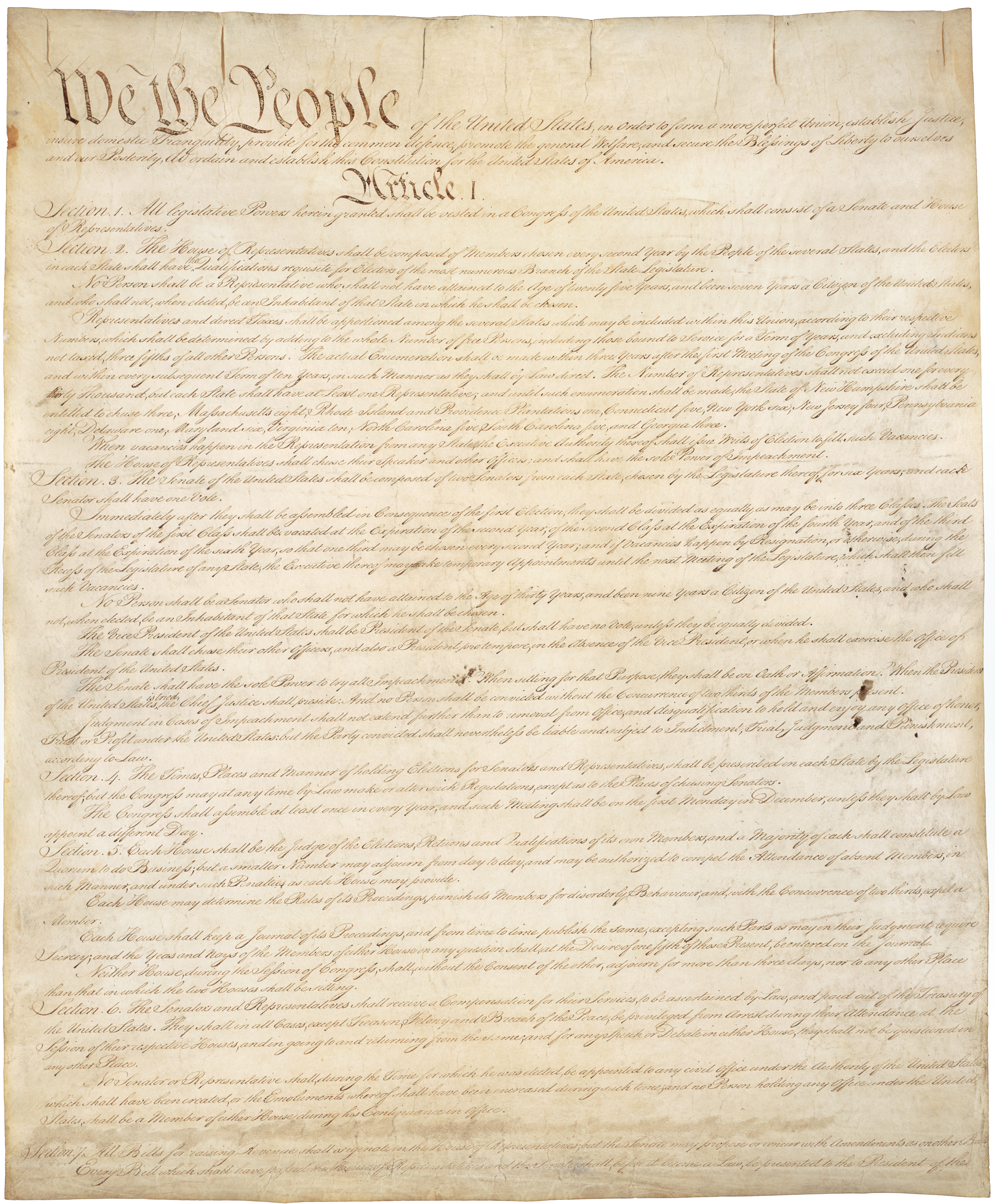
Erste Seite der Verfassung der Vereinigten Staaten

Die Kentucky Resolutions gelten als radikaler als die Virginia Resolutions. Jefferson entwarf in ihnen die „compact theory“, laut der die Vereinigten Staaten nur eine Vereinigung verschiedener Staaten seien. Mit der Verfassung hätten sie eine Bundesregierung gebildet, der sie klar definierte Gewalten verliehen hätten. Zu weiteren Handlungen sei die Zentralregierung gemäß dem Enumerationsprinzip nicht befugt; mit dem 10. Zusatzartikel wurde die Befugnis zu solchen Handlungen den Bundesstaaten beziehungsweise dem Volk übertragen. Wenn die Bundesregierung ein Gesetz verabschiede, das außerhalb seiner Befugnis liege, sei es verfassungswidrig und ungültig. In Abwesenheit allgemein anerkannter Richter über die Verfassungswidrigkeit eines Bundesgesetzes könnten die einzelnen Bundesstaaten, also die Vertragspartner, eigenständig über die Verfassungsmäßigkeit der Bundesgesetze entscheiden. Bei Bedarf folge die Nullifikation des Gesetzes (Die umstrittene Formulierung „nullify“ wurde von der Kentucky General Assembly gestrichen.). Der Oberste Gerichtshof dürfe nämlich als Organ des Bundes nicht allein über die Zentralregierung, also ein weiteres Organ des Bundes richten. Da die Alien and Sedition Acts verfassungswidrig seien, rief Jefferson alle Bundesstaaten auf, wie Kentucky die Gesetze für nichtig zu erklären. In Breckinridges gemäßigterer Fassung findet sich ein Appell an den Kongress, das Gesetz zurückzunehmen.
Die Kentucky General Assembly verabschiedete eine von John Breckinridge moderat formulierte Version der Kentucky Resolutions Mitte November.

### Die Virginia Resolutions

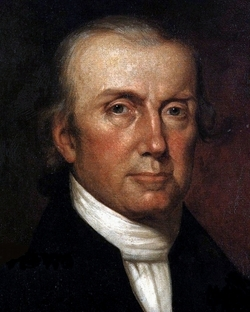
John Taylor of Caroline

Madison war in seinen Forderungen deutlich weniger extrem. Zunächst betonte er die Verfassungstreue Virginias und wiederholte die compact theory. Daraufhin erklärte er seinen Unmut über die Missachtung des Enumerationsprinzips von Seiten der Bundesregierung. Mit solchen Verstößen gegen die Gewaltenteilung riskiere man nämlich die Rückkehr zu einer Monarchie. Die Alien and Sedition Acts erklärte er wie Jefferson für verfassungswidrig, im Gegensatz zu ihm jedoch nicht für nichtig. Es sei die Pflicht der Bundesstaaten, sich gegen dieses Übel – verfassungswidrige Handlungen der Bundesregierung – zu stellen (englisch interpose). Sie sollten Virginias Beispiel folgen und die Alien and Sedition Acts ebenfalls für verfassungswidrig erklären.
Auf Jeffersons Drängen wurde der Virginia General Assembly eine deutlich radikalere Fassung vorgelegt, die ähnlich seinen Kentucky Resolutions das Gesetz für nichtig erklärte. Madison, der als „Vater der amerikanischen Verfassung“ in die Geschichte einging, hinterfragte in privaten Gesprächen mit Jefferson die Rechtmäßigkeit der Nichtigerklärung (nullification). Nicht die State Legislatures, sondern die Bundesstaaten seien Vertragspartner. Demnach könnten die State Legislatures Bundesgesetze nicht aufheben. Außerdem wollte er die Gemäßigten nicht vor den Kopf stoßen. Hingegen hoffte Taylor, eine Verfassungskrise hervorzurufen, die in einem zweiten Verfassungskonvent und einer neuen Verfassung münden sollte. Ihm fehlte jedoch die Unterstützung Jeffersons, der eine Krise vermeiden wollte.
Taylor schlug die Virginia Resolutions dem virginischen Parlament vor. In der Parlamentsdebatte zitierten die Republikaner ihren Amtseid, nach dem sie die Verfassung der Vereinigten Staaten schützen müssten. Den Föderalisten warfen sie vor, den eigentlichen Föderalismus, also die Gewaltenteilung zwischen Bund und Ländern, nicht genug zu achten. Die Föderalisten bedienten sich mehrerer Argumente, um die Zweckmäßigkeit der Alien and Sedition Acts unter Beweis zu stellen. So warfen sie den Republikanern Heuchelei vor, da sie zuvor 1792 in Virginia selbst einen Sedition Act eingeführt hatten. Des Weiteren nutzten sie die Angst der Pflanzer vor einem Sklavenaufstand aus. Ohne die Alien and Sedition Acts könnten Ausländer deren Sklaven aufrühren, die dann, so ein föderalistischer Abgeordneter, die Frauen und Töchter der Pflanzer schänden und morden würden. Tiefer ging ihre Kritik an den von den Republikanern vertretenen Verfassungsprinzipien. Dass ein Bundesstaat eigenständig und ohne die explizite Unterstützung einer Mehrheit der weiteren Einzelstaaten ein Bundesgesetz für nichtig erkläre, verstoße gegen das Prinzip der Herrschaft der Mehrheit. Wenn eine Regierungsinstanz über die Verfassungsmäßigkeit eines Gesetzes entscheiden oder es nichtig erklären dürfe, seien es die Judikative durch Gerichtsentscheide oder das Volk selbst durch Petitionen und Plebiszite. Die Republikaner meinten hingegen, dass alle verfassungswidrigen Gesetze an sich nichtig wären. Schließlich gab Taylor nach einer zweiwöchigen Debatte nach und stellte Madisons moderatere Formulierungen wieder her. Aus der Sicht der Föderalisten war die compact theory eine mangelhafte Interpretation der Verfassung, die als Gesellschaftsvertrag zu verstehen sei. Auch die Republikaner waren sich uneins: Einige hielten die Bundesstaaten für die alleinigen Vertragspartner, andere erachteten sowohl die Bundesstaaten als auch das Volk für Vertragspartner. Die Virginia Resolutions wurden Ende Dezember verabschiedet.

## Wirkung und Rezeption

### Zeitgenössische Rezeption
Die Rezeption der Kentucky and Virginia Resolutions war gemischt. Washington wies sie als gefährliche Parteipolitik ab; der Föderalist Theodore Sedgwick hielt sie für eine Kriegserklärung. Viele Staaten nördlich des Potomac Rivers, vor allem im stark föderalistischen New England, aber auch Virginias Nachbar Maryland, verurteilten sie explizit. Sie warfen Kentucky und Virginia vor, zu viel Macht beansprucht zu haben. Nur das Volk selbst oder die Gerichte hätten ein Recht darauf, Bundesgesetze für nichtig zu erklären. Eine Verteidigung der Verfassungsmäßigkeit der Alien and Sedition Acts findet sich vereinzelt. Verschiedene State Legislatures meinten, dass sie zu solch einer Erörterung der Handlungen der Bundesregierung nicht berechtigt seien. Auch der Kongress sah sich auf Grund einer Vielzahl an Petitionen zu einer Rechtfertigung genötigt: Gemäß dem 4. Abschnitt des 4. Artikels der Verfassung sowie der „necessary-and-proper“-Klausel (Der Kongress darf Gesetze verabschieden, die notwendig und angebracht sind.) dürfe der Kongress die Abschiebung gefährlicher Personen ermöglichen. Der 9. Abschnitt des 1. Artikels gelte nur für den Sklavenhandel. Des Weiteren gelte der 5. Zusatzartikel (Recht auf due process, also ein ordentliches Gerichtsverfahren) nicht, da Ausländer nicht von der Verfassung geschützt würden und damit keine Grundrechte hätten. Außerdem sei eine Abschiebung keine Strafe für ein Verbrechen, weshalb ohnehin kein Strafverfahren nötig sei. Den Sedition Act begründeten sie ebenfalls mit der necessary-and-proper-Klausel, da Ermutigung zum Kampf gegen die Regierung den Staat schwäche. Der 1. Zusatzartikel beschütze keine Verleumdung. Zuletzt wiederholten sie die Gefahr, die von Frankreich ausgehe. Eine knappe Mehrheit im Repräsentantenhaus verhinderte die Aufhebung der Alien and Sedition Acts. Die Mehrheitsverhältnisse schwankten je nach Bundesstaat und waren beispielsweise in New York für die Föderalisten eher knapp; in Pennsylvania und New Jersey sprach sich jeweils nur eine Kammer gegen die Kentucky and Virginia Resolutions aus. Während der Debatten um die Kentucky and Virginia Resolutions fanden Proteste und teils Boykotte von Seiten der republikanischen Abgeordneten statt. Südlich des Potomacs wurde den Aufrufen Kentuckys und Virginias vereinzelt Folge geleistet. Tennessee erklärte die Alien and Sedition Acts für verfassungswidrig und ordnete seinen Abgeordneten im Kongress an, sie aufzuheben. Georgia kritisierte die Gesetze ebenfalls und behielt sich vor, noch mit einer „interposition“ gegen die Bundesregierung einzugreifen.
Die meisten Republikaner hatten bereits mit solchen Vorwürfen gerechnet und begegneten ihnen mit verschiedenen Rechtfertigungsschriften. So veröffentlichte der kentuckienische Republikaner George Nicholas Anfang 1799 ein Pamphlet, in dem er ein Unabhängigkeitsbestreben leugnete. Die Bürger Kentuckys seien selbst schlechten Gesetzen treu, verfassungswidrigen Gesetzen begegneten sie nur mit friedlichem Protest. Auch Jefferson erkannte, dass zu radikale Handlungen oder sogar Waffengewalt die für den Erfolg der Republikaner grundlegenden Mittelatlantikstaaten vor den Kopf stoßen würde. Angesichts der im Februar ausgebrochenen Fries’ Rebellion gegen zu hohe Steuern äußerte er seine Ängste darüber, dass eine gewalttätige Konfrontation mit der Regierung der Kampagne gegen die Alien and Sedition Acts nur schaden würde. Taylor hingegen war weiterhin von der Notsituation überzeugt, in der sich die Südstaaten befänden. Die von Madison zuvor protegierten verfassungsrechtlichen Prinzipien der Checks and Balances hätten sich als ineffektiv entpuppt; trotz solch einer papierenen Barriere hätte das Volk die Kontrolle über die Regierung verloren. Durch die Indoktrination des Volkes durch die Föderalisten stieg in seinen Augen die Gefahr einer „anglo-monarchistischen-aristokratischen-militärischen Regierungsform“. Die nun einkehrende Mäßigung im republikanischen Lager nahm er als Schwächezeichen wahr.

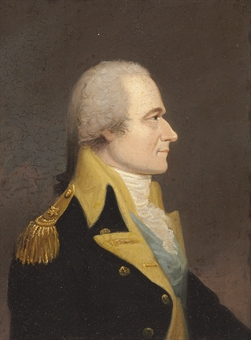
Alexander Hamilton (William J. Weaver)

Angst vor einer möglichen militärischen Eskalation war weit verbreitet, sowohl vor einem Aufstand der Republikaner als auch vor staatlicher Repression von Seiten der neu zur Verteidigung gegen Frankreich ausgehobenen Armee, die von Hamilton angeführt wurde. Die Situation spitzte sich zu, als der Politiker John Nicholas dem virginischen Parlament vorwarf, zur Vorbereitung eines Aufstands Waffenlager in Richmond angelegt zu haben. Dieser Vorwurf wurde allerdings zurückgewiesen. Einige Jahrzehnte später erklärten die prominenten Republikaner John Randolph of Roanoke und William Branch Giles, dass Virginia sich erfolgreich mit Verteidigungsmaßnahmen gegen föderalistische Tyrannei gewehrt habe. Tatsächlich hatte die Regierung Virginias das Milizsystem reformiert und neue Militärinvestitionen getätigt. Der Historiker James Roger Sharp meint, dass ernstzunehmende Indizien für die Vorbereitung eines Aufstandes durch die Republikaner vorliegen. Währenddessen schlug Hamilton eine notfalls militärische Reaktion auf die Kentucky and Virginia Resolutions und die verfassungsfeindlichen Handlungen der Republikaner vor. Allerdings hatte er das Vertrauen des Präsidenten Adams bereits verloren.
Den Föderalisten gelang es in den Wahlen 1799, durch einen energischen Wahlkampf ihre Mandate in der General Assembly Virginias und im Repräsentantenhaus fast zu verdoppeln. Ihnen zugute kam dabei die Unterstützung solcher Revolutionshelden wie Patrick Henry und Washington. Zwar waren die Republikaner noch in der Mehrheit, doch erschütterte sie mit dem Wahlausgang in Virginia die Gefährdung einer ihrer Hochburgen. In der folgenden Legislaturperiode rechtfertigten sie mit dem von Madison (der ein Mandat in der General Assembly innehielt) verfassten Report of 1800 die Kentucky and Virginia Resolutions offiziell. Darin wiederholten sie sowohl ihre Kritik an den Alien and Sedition Acts als auch die Gefahr, in der sich die in der Bill of Rights festgesetzten Bürgerrechte befänden. Die Bundesregierung habe das für die Stabilität der Republik nötige Gleichgewicht zwischen Bund und Staaten gefährdet. Mit den Kentucky and Resolutions hätten die Bundesstaaten nur von ihren Rechten Gebrauch gemacht: Falls sich die freiheitliche Demokratie in Gefahr befände, dürfe das in Bundesstaaten organisierte Volk Bundesgesetze für verfassungswidrig erklären – nicht einzelne State Legislatures, die über ein Gesetz unzufrieden sind, oder das Oberste Gerichtshof, dessen Entscheidungen das Volk durch Verfassungsänderungen entkräften kann. Daher bedrohten die Resolutions nicht den Fortbestand der Union, sondern verlangten eine Reflexion über die neusten politischen Entwicklungen. Auch in Kentucky wurden ähnliche Beschlüsse verabschiedet. Mit dem Sieg Jeffersons in der Präsidentschaftswahl 1800 fand eine Abkehr von den „widerlichen Gesetzen“ der Adamsadministration statt. Nur der Alien Enemies Act (Der Präsident darf Bürger von Staaten, mit denen sich die Vereinigten Staaten im Krieg befinden, abschieben oder verhaften lassen.) ist noch Teil des United States Code. Inwiefern die Kentucky and Virginia Resolutions den Wahlausgang beeinflussten, ist unklar; sie dienten den Republikanern jedoch als ein klares Parteiprogramm.

### Der „Geist von ’98“

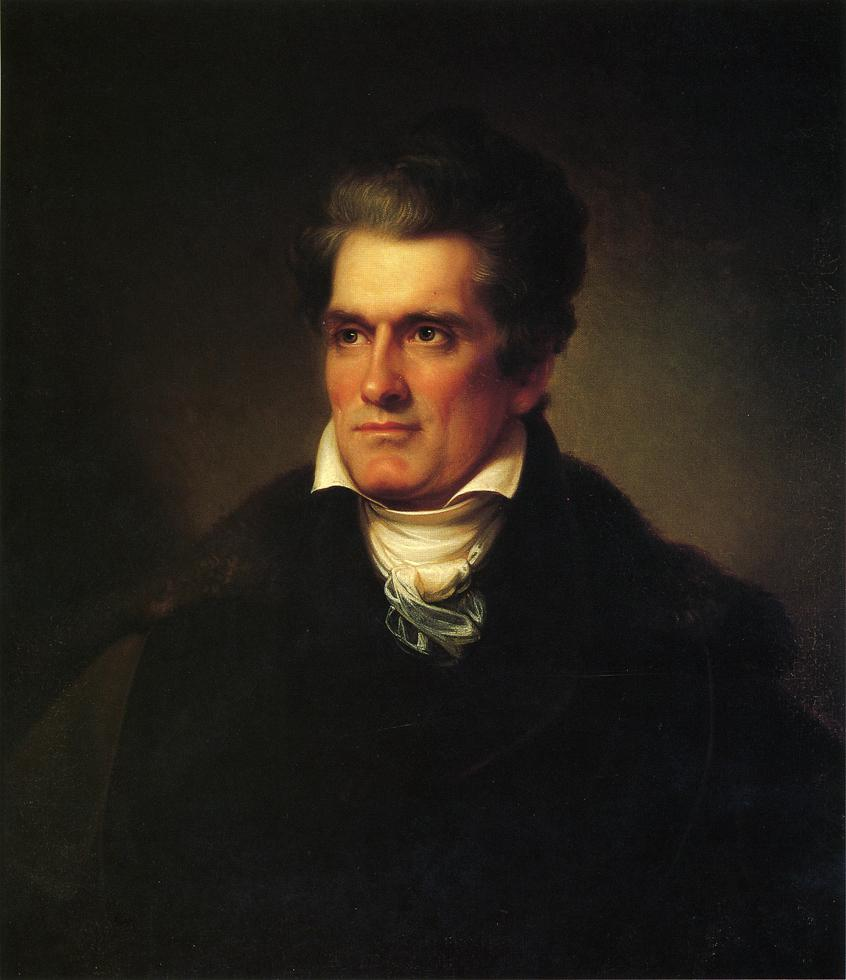
John C. Calhoun (Rembrandt Peale, 1834)

Die Kentucky and Virginia Resolutions spielten im öffentlichen Bewusstsein der Antebellum-Südstaaten eine wichtige Rolle. Sie standen symbolisch für einen Kampf gegen Abtrünnige, die die „wahre“ Verfassung der Vereinigten Staaten und damit die individuellen Freiheiten außer Kraft setzen wollen würden. Damit stellte man die Kentucky and Virginia Resolutions in eine Reihe mit der Magna Charta, der Glorious Revolution und der Amerikanischen Revolution. Währenddessen wurde den Unterstützern einer starken Bundesregierung die Rolle der monarchistischen Tyrannen zugeschrieben. Diesen „Geist von ’98“ vertraten besonders die „Old Republicans“ (zu Deutsch etwa: Altrepublikaner), für die auch Jefferson und Madison nicht republikanisch genug waren. Aber auch die immer schwächer werdenden Föderalisten sahen ihre Position so sehr bedroht, dass sie 1814/1815 in der Hartford Convention auf die Rechte der von ihnen kontrollierten Einzelstaaten gegenüber der republikanischen Bundesregierung pochten. Später dienten die Kentucky and Virginia Resolutions den „Nullifiers“ während der Nullifikationskrise 1828/32 als Begründung. Sie planten die Nullifikation eines Zollgesetzes der Bundesregierung (Den Tariff of Abominations, zu Deutsch etwa Zoll der Abscheulichkeiten), das sie für zu hoch hielten. Das protektionistische Gesetz sei verfassungswidrig, da der Schutz von Industrien in der Verfassung nicht als Ziel der Bundesregierung genannt werde. Als der Anführer der Nullifier galt der Vizepräsident John C. Calhoun, doch reagierte der amtierende Präsident Andrew Jackson entschieden und drohte mit militärischen Mitteln. Calhoun erklärte in seiner South Carolina Exposition unter Berufung auf den Report of 1800, dass jeder Einzelstaat im Alleingang ein in seinen Augen verfassungswidriges Bundesgesetz nullifizieren dürfe (Obwohl Madison in seinem Report of 1800 die Zusammenarbeit der Bundesstaaten gefordert hatte). So werde eine Balance zwischen den Bundesstaaten und der Bundesregierung geschaffen.
Auch Madison, einer der wenigen noch lebenden Gründerväter, engagierte sich in der Debatte gegen die Nullifier. Er wollte nicht, dass er und der bereits verstorbene Jefferson mit ihren Namen Calhouns Nullifikationsdoktrin Prestige verliehen. Daher verteidigte er auch die Verfassungsmäßigkeit des Zollgesetzes, das ihm zufolge höchstens den Süden diskriminiere. Deswegen zur Nullifikation zu greifen, gefährdete für Madison den Fortbestand der Nation. Verfassungstheoretisch bestand er auf einen Mittelweg: Die Vereinigten Staaten seien weder ein Bund souveräner Einzelstaaten noch ein zentralistischer Nationalstaat, sondern ein föderaler Bundesstaat. Daraus folge, dass nur eine Mehrzahl an Bundesstaaten, nicht ein einzelner im Alleingang, die Verfassung ändern oder Gesetze nullifizieren dürfe. Nur im Notfall folge das ultima ratio einer Revolution. Darauf rechtfertigt er sein eigenes Handeln zwischen 1798 und 1800 als interposition gegen verfassungswidrige Handlungen der Bundesregierung. Kentucky und Virginia hätten klar auf die Unterstützung der anderen Bundesstaaten gezählt und sie mit den Resolutions im Vorfeld der Präsidentschaftswahl 1800 gegen eine verfassungswidrig handelnde Bundesregierung organisiert. Dass Jefferson die Alien and Sedition Acts für nichtig erklären wollte, relativiert Madison. Der Begriff „nichtig“ sei gleichbedeutend mit der Verfassungswidrigkeit, könne jedoch Missverständnisse nach sich ziehen. Die Nullifikation Jeffersons sei im Gegensatz zu derer von Calhoun keine Verfassungsdoktrin, sondern das Naturrecht der Bürger, im Notfall Gesetze außer Kraft zu setzen. Madison diskreditierte sich in den Augen der Nullifiers mit seiner Kritik an Calhoun als seniler Heuchler, der seine alten Prinzipien verraten habe. Zudem meinten viele Gegner der Nullifikation wie der ehemalige Präsident John Quincy Adams, dass Madison und Jefferson mit den Kentucky and Virginia Resolutions dennoch gefährliche und radikale Ideen vertreten hätten. Die Krise führte beinahe zur Sezession South Carolinas, wo die Nullifier am stärksten waren, und einem Bürgerkrieg, bevor die Situation durch einen Kompromiss entschärft wurde. Dieser löste allerdings nur den Konflikt um den Tariff of Abominations und nicht die Frage nach den Rechten des Bundes und der Bundesstaaten.

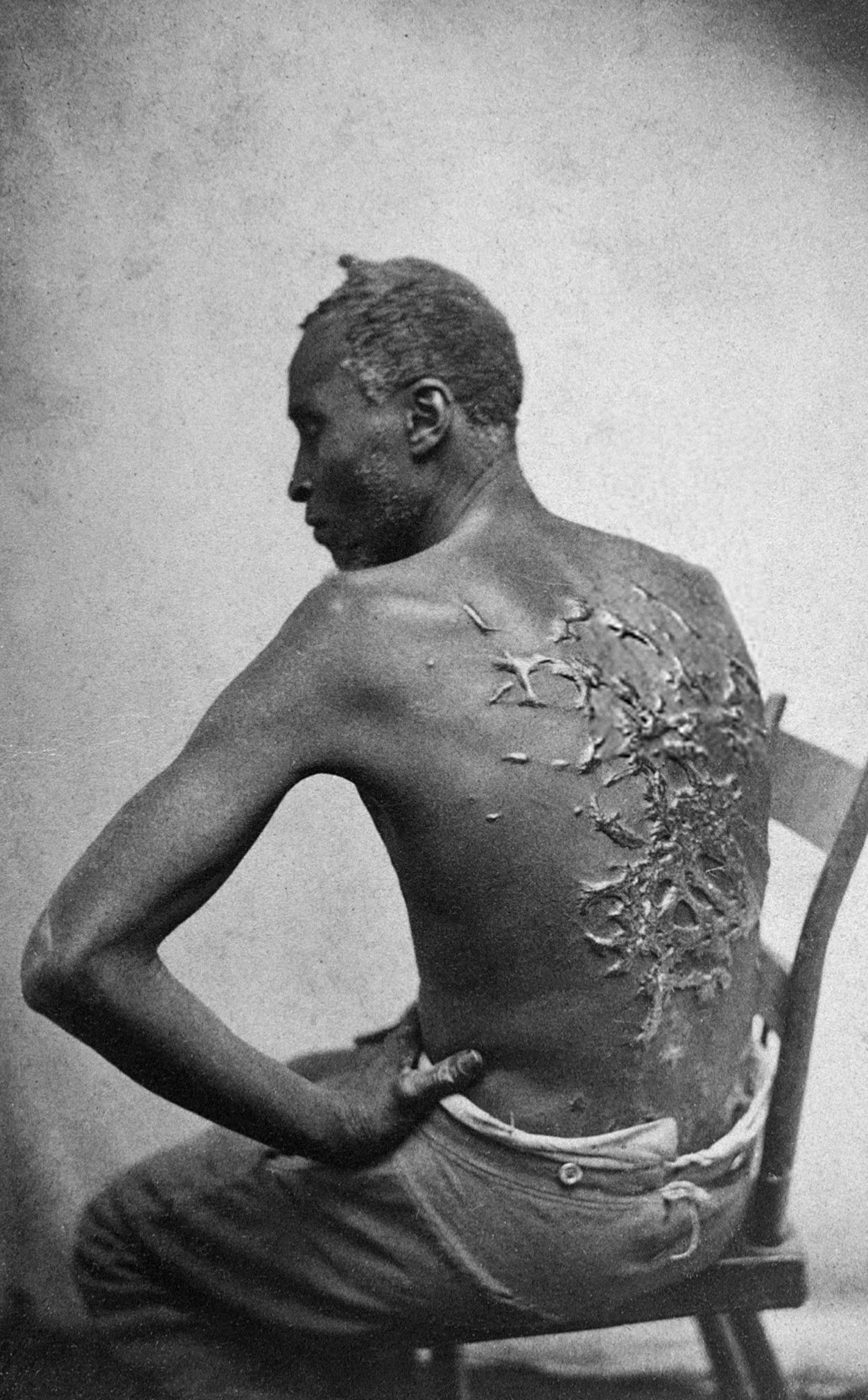
Die Opfer der Sklavenhalter – Die Narben des Sklaven Whipped Peter

In den folgenden Jahren machten die Südstaaten, in denen massenweise Afroamerikaner versklavt wurden, von der Nullifikation Gebrauch, um sich vor dem Abolitionismus zu schützen. Ihrer Meinung nach war die Sklaverei mit dem Recht auf Eigentum von der Verfassung geschützt, während viele Abolitionisten den Schutz der Sklaverei in der Verfassung als naturrechtlich beziehungsweise vor dem Gesetz Gottes unvertretbar und deshalb nichtig werteten. Dabei nutzten die Sklavenstaaten die Doktrin der States’ Rights, also der Rechte der Einzelstaaten, nur aus. Ein Beispiel dafür waren die Debatten um die „personal liberty laws“ mancher Nordstaaten, die entkommenen Schwarzen vor der Rückführung zu den Plantagenbesitzern durch die Bundesregierung (vgl. Fugitive Slave Act) Schutz bieten sollten. Den Südstaaten zufolge war diese Art der Nullifikation ein Verstoß gegen die Verfassung und ihr Recht auf Eigentum. Das Bestreben der Sklavenhalter gipfelte in der Abspaltung (Sezession) der Südstaaten als Konföderierte Staaten aus der Union und dem darauffolgenden Amerikanischen Bürgerkrieg. Sie rechtfertigten sich mit den Kentucky and Virginia Resolutions; als Vertragspartner dürften sie den Vertrag auch jederzeit eigenständig wieder kündigen. (Ein Recht auf die Sezession lehnte der Oberste Gerichtshof im Fall Texas v. White (1869) explizit ab.) Verschiedene Nordstaatler lehnten diese Interpretation von Madisons und Jeffersons Werk ab. Ein Bekannter Madisons, Edward Everett, erklärte die Kentucky and Virginia Resolutions sogar zu reinen Wahlkampfparolen für die Präsidentschaftswahl 1800. Die Niederlage der Sklavenstaaten führte zur Abschaffung der Sklaverei (Emancipation Proclamation und 13. Zusatzartikel) und der Delegitimierung der „compact theory“. Während der Reconstruction wurde die interposition vereinzelt zum Protest gegen Regierungsmaßnahmen genutzt, die den Schwarzen nach der Sklaverei bestimmte Grundrechte verliehen und sie vor den Übergriffen der Weißen schützen sollten.

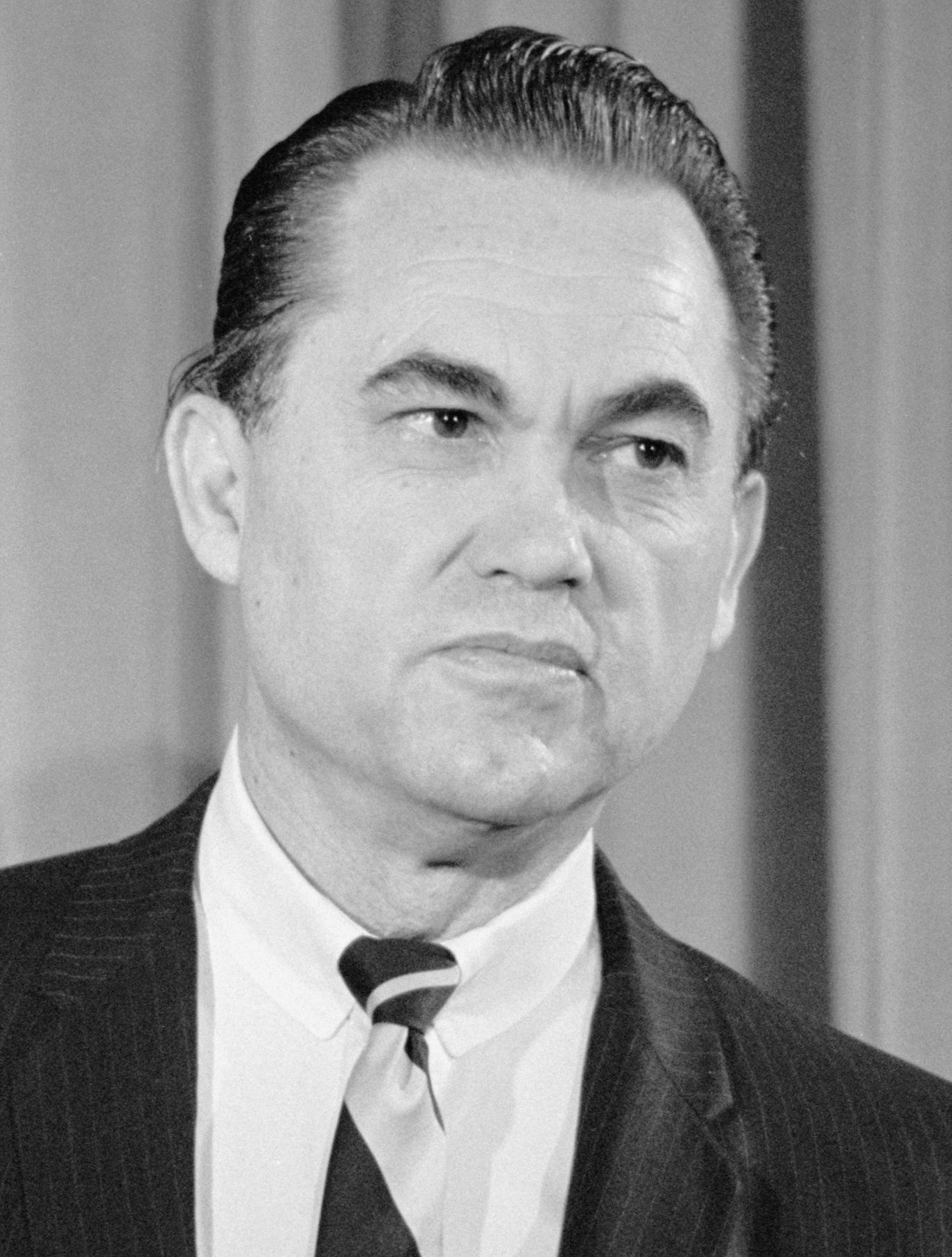
George Wallace (1968), einer der führenden Befürworter der Rassentrennung

Später verwiesen auch die Dixiecrats auf die interposition, um trotz der Bürgerrechtsbewegung und den von ihr angetriebenen Entscheidungen der Bundesregierung nicht von den rassistischen Jim-Crow-Gesetzen ablassen zu müssen. Sie meinten unter Berufung auf Jefferson, Madison und Calhoun, dass alleine die Bundesstaaten als Vertragspartner ein Recht darauf hätten, die Verfassung zu interpretieren und sich mit der Nullifikation vor Übergriffen der Bundesregierung schützen dürften. Einige State Legislatures der Südstaaten verabschiedeten beispielsweise den Beschluss, dass die Entscheidung des Obersten Gerichtshofes im Fall Brown v. Board of Education (Die Rassentrennung gemäß der Doktrin Separate but equal ist verfassungswidrig) verfassungswidrig und damit nichtig sei. Die historische Forschung hat die States’ Rights-Doktrin in Zeiten der Bürgerrechtsbewegung weniger als Verfassungsinterpretation und eher als reinen Slogan der White Supremacists gewertet. Für die Bürgerrechtsbewegung waren interposition und die Nullifikation kein Bestandteil des amerikanischen Föderalismus, wie die Dixiecrats meinten, sondern ein Hindernis auf dem Weg zur Gleichberechtigung der Afroamerikaner. 1948 urteilte der Politiker Hubert Humphrey auf einem Parteitag der Demokraten, dass sie als Partei statt States’ Rights Menschenrechte vertreten müsse (englisch The time has arrived in America for the Democratic Party to get out of the shadow of states’ rights and to walk forthrightly into the bright sunshine of human rights). Martin Luther King, der geistige Anführer der Bürgerrechtler, griff in seiner berühmten I-Have-a-Dream-Rede ebenfalls die interposition und Nullifikation an (englisch I have a dream that one day, down in Alabama, with its vicious racists, with its governor [Wallace] having his lips dripping with the words of interposition and nullification, that one day, right there in Alabama, little black boys and black girls will be able to join hands with little white boys and white girls as sisters and brothers. ‚Ich habe einen Traum, dass eines Tages in Alabama mit seinen brutalen Rassisten, mit einem Gouverneur [Wallace], dem ständig Worte des Einspruchs und der Nullifikation über die Lippen kommen, dass eines Tages in genau diesem Alabama kleine Schwarze Mädchen und kleine Schwarze Jungen kleinen weißen Mädchen und kleinen weißen Jungen als Schwestern und Brüder die Hände reichen können.‘). Auch vor Gericht konnten sich die Gegner der Bürgerrechtsbewegung nicht bewähren: Im Fall Cooper v. Aaron wurde die interposition 1958 für verfassungswidrig erklärt. Zwei Jahre später entschied ein District Court im Fall Bush v. Orleans Parish School Board, dass die interposition keine legitime Verfassungsinterpretation sei, sondern ein illegaler Versuch, die Autorität der Verfassung zu umgehen.

### Historische Bewertung
Heute ist die Nullifikationsdoktrin in den Vereinigten Staaten diskreditiert, weshalb die Kentucky and Virginia Resolutions wie auch die Alien and Sedition Acts oft negativ gewertet werden. Der Historiker Kevin R. Gutzman erkennt in ihnen eine gefährliche Schwächung der Bundesregierung, die Madison ein Jahrzehnt zuvor mit der Verfassung kreiert hatte. Stanley Elkins und Eric McKitrick zufolge waren die Resolutions für die Republikaner ein erster Schritt von einem schlichten Wahlverein zu einer Partei, die eine klar definierte Ideologie vertrete. Adrienne Koch und Harry Ammon heben hingegen hervor, dass die State Legislatures trotz ihren weitreichenden Erklärungen nach den Kentucky and Virginia Resolutions eher vorsichtig gehandelt hätten. Zwar seien die von ihnen vertretenen Verfassungsauslegungen historisch interessant, den Vorrang hätte jedoch die Verteidigung der Menschenrechte vor den Übergriffen der Föderalisten gehabt. Die Alien and Sedition Acts, eine der größten Einschränkungen der Freiheit in der US-amerikanischen Geschichte, seien für Jefferson und Madison nicht nur der Anlass für eine neue Verfassungsinterpretation, sondern der Grund für eine Verteidigung der Grundrechte gewesen.
Der Jurist H. Jefferson Powell betont in seiner Studie die Bedeutung der „Principles of ’98“ als verfassungsrechtliche Lehrmeinung in der ersten Hälfte des 19. Jahrhunderts und arbeitete drei ihrer grundlegenden Prinzipien aus: Der Textualismus (Die Verfassung ist ein Rechtstext wie jeder andere, der nur nach dem Wortlaut interpretiert werden kann. Der Regierung ist es nicht erlaubt, Maßnahmen auszuüben, die sinnvoll sind, aber nicht in der Verfassung erwähnt wurden. Die Implied-Powers-Doktrin ist gefährlich und abzulehnen.), die „compact theory“ (Die Verfassung ist ein Vertrag zwischen den Bundesstaaten, die ihn interpretieren können. Eine blinde Unterwerfung gegenüber einer (Bundes)Regierung führt zu einer Tyrannei, selbst wenn sie vom Volk gestützt wird. Daher muss die Regierung eines Landes auf Konsens basieren. Powell meint, dass dies nicht wörtlich gemeint, sondern eher als Metapher dafür gedacht ist, dass das Volk für die Interpretation der Verfassung die letzte Instanz ist. Die republikanische Konzeption der Verfassung habe also weniger der Beziehung zwischen den Bundesstaaten und der Bundesregierung gegolten, sondern eher der Volkssouveränität.) und „country opposition“ (Politische Macht ist an sich gefährlich. Diese Idee stammt aus der ruralen Opposition gegen den ersten Premierminister Robert Walpole.) Der Textualismus der „Principles of ’98“ habe die Verfassung von größeren, philosophischen Konzepten wie dem Naturrecht getrennt. Die amerikanische Verfassungsforschung beschäftigte sich seitdem nicht mit Fragen wie dem Gesellschaftsvertrag, sondern eher mit technischen, juristischen Fragen des Wortlauts. Ohne es zu beabsichtigen, verliehen die Republikaner damit den Richtern und der Judikative im Allgemeinen eine große Macht. Jefferson und Madison seien also ironischerweise die geistigen Urheber der „judicial supremacy“, wonach der Oberste Gerichtshof die letzte Instanz der Verfassungsinterpretation ist und der das Recht hat, verfassungswidrige Akte aufzuheben (vgl. Marbury v. Madison). Zudem hätten sie dazu beitragen, die Verfassung zu einem politischen Instrument und einem Gegenstand alltäglicher politischer Diskussionen zu machen. Dadurch würden die „Principles of ’98“ den politischen Diskurs in den Vereinigten Staaten noch heute beeinflussen.
Dass ihre Ideen von Politikern wie Calhoun und Wallace zur Rechtfertigung von Rassismus und Verbrechen wie der Sklaverei genutzt wurden, diskreditiert die Gründerväter Madison und Jefferson. Daher ziehen einige Historiker wie Madison eine Trennlinie zwischen ihnen und den rassistischen Advokaten der States’ Rights. Immerhin suchten Madison und Jefferson Bürgerrechte, nicht die Sklaverei oder die Rassentrennung vor der Bundesregierung zu verteidigen. Koch und Ammon, die zu Zeiten der Dixiecrats schrieben, betonen die relative Mäßigung der Mittel der State Legislatures und dass Madison und Jefferson die Freiheit des Einzelnen verteidigt hätten. Ihr Rückgriff auf die interposition bedeute nicht, dass sie es für ein legitimes Mittel der Tagespolitik hielten. Gutzman widerspricht ihnen jedoch: Die Republikaner Virginias hätten sich 1798 nicht mehr als Revolutionäre verstanden, sondern als die Verteidiger der wahren Gesetze des Landes. Sie hielten die interposition also nicht für revolutionär und außergewöhnlich. Christian G. Fritz sieht die Schuld an Madisons komplizierter Ausdrucksweise. Viele hätten ihn schlicht nicht verstanden und einfachere, extremere Föderalismustheorien wie die Calhouns bevorzugt. Seine Erklärung, dass das Volk in einem Notfall auch von seinem Widerstandsrecht Gebrauch machen könne, habe die gefährlichen Ideologien der Nullifikation und später der Sezession beeinflusst. Zum Teil seien sie auch einfach ausgenutzt worden, um Ideologien wie die White Supremacy zu legitimieren. Es sei ein „verstörendes Vermächtnis“ (englisch disturbing legacy). Von einem juristischen Standpunkt aus meint Powell, dass die „compact theory“ der Kentucky and Virginia Resolutions sich nicht klar definieren ließe und eher eine nicht hierarchische Interpretation der Verfassung vorsieht. Damit ist gemeint, dass alle Verfassungsinstanzen die Verfassung gleichermaßen interpretieren dürfen. So sollte das Volk seine Souveränität bewahren, nicht unbedingt nur die Sklavenhalter oder die Weißen. Laut James Roger Sharp war es Jefferson und Madison jedoch stets bewusst, dass sie die Südstaaten – das heißt die Sklavenstaaten – vor den Nordstaaten – das heißt den Freien Staaten – verteidigten. Die Differenzierung von Jefferson und Calhoun sei zwar wichtig, man dürfe sie jedoch nicht zu weit treiben.
In der älteren Forschung wird oft die Auffassung vertreten, dass die Kentucky and Virginia Resolutions in den gesamten Vereinigten Staaten allgemein negativ aufgenommen worden und eine „große Enttäuschung“ für die Autoren gewesen seien. Neuere Forschungsergebnisse zeigen jedoch, dass ihre Rezeption eher gemischt ausfiel. Weniger als die Hälfte aller Bundesstaaten stellte sich tatsächlich gegen die Resolutions, während einige sie sogar unterstützten. Fritz hebt hervor, dass es auch in föderalistischen Bundesstaaten eine vergleichsweise starke republikanische Opposition gab. Der Zeitgenosse Theodore Sedgwick berichtete ebenfalls, dass die State Legislatures uneinig über die Resolutions seien. In einem Aufsatz aus dem Jahr 2008 skizzierte der Historiker Douglas Bradburn die weitreichende Protestbewegung, die schließlich zu den Resolutions führte.
Die Virginia Resolutions markieren auch für die Madison-Forschung ein wichtiges Ereignis, da sie das „Madison-Problem“ näher erläutern. Dieses bezeichnet die Evolution des politischen Denkens Madisons, der im Laufe seiner Karriere zunächst mit der Verfassung für die Bundesregierung eintrat, mit den Virginia Resolutions für die Bundesstaaten und schließlich in der Nullifikationskrise wieder für die Bundesregierung (siehe weiteres unter James Madison#Historische Bewertung).